# Ulrich Robeiri
Ulrich Dimitri Robeiri (ur. 26 października 1982 w Kajennie) – francuski szermierz, szpadzista, mistrz olimpijski, wielokrotny medalista mistrzostw świata i Europy.
Urodził się w Gujanie Francuskiej. Na igrzyskach olimpijskich w Pekinie reprezentacja Francji w składzie: Fabrice Jeannet, Jérôme Jeannet i Ulrich Robeiri zdobył złoty medal w zawodach drużynowych. Zajął tam również czternaste miejsce indywidualnie.
Podczas mistrzostw świata w Hawanie w 2003 roku zdobył brązowy medal indywidualnie, plasując się za Fabrice'em Jeannetem i Maksymem Chworostem z Ukrainy. Na rozgrywanych dwa lata później mistrzostwach świata w Lipsku wspólnie z Érikiem Boisse, Fabrice'em Jeannetem i Jérôme'em Jeannetem zdobył złoty medal w rywalizacji drużynowej. W tej samej konkurencji Francuzi z Robeirim w składzie zdobywali też złote medale na mistrzostwach świata w Turynie (2006), mistrzostwach świata w Petersburgu (2007), mistrzostwach świata w Antalyi (2009), mistrzostwach świata w Paryżu (2010) i mistrzostwach świata w Kazaniu (2014), srebrny podczas mistrzostw świata w Kijowie (2012) oraz brązowy podczas mistrzostw świata w Budapeszcie (2013). Ponadto na mistrzostwach świata w Kazaniu w 2014 roku zdobył złoty medal indywidualnie, pokonując w finale Park Kyoung-doo z Korei Południowej.
Zdobył też złoto drużynowo na mistrzostwach Europy w Kijowie w 2008 roku i mistrzostwach Europy w Monterux w 2015 roku. 